# 项钟圃
项钟圃（1926年—），重庆人，中华人民共和国政治人物、外交官。

## 生平
1950年，毕业于清华大学英语系，赴匈牙利布达佩斯厄特沃什·罗兰大学留学。后进入中华人民共和国外交部工作，先后在外交部苏联东欧司、驻匈牙利大使馆任职。1973年，任外交部苏联东欧司副司长。1980年，任驻波兰大使馆政务参赞。1985年3月，出任中华人民共和国驻利比里亚大使。1988年4月，自驻利比里亚大使离任。